# Vilho Pekkala
Vilho Pekkala (n. 3 aprilie 1898, Kotka, Marele Principat al Finlandei, Imperiul Rus – d. 20 octombrie 1974, Kotka, Kymen lääni⁠(d), Finlanda) a fost un luptător ce a reprezentat Finlanda, medaliat olimpic. A participat la 2 ediții ale Jocurilor Olimpice (1924, 1928) în care a câștigat o medalie de bronz.